# Otto Miskolczy
Otto Miskolczy (en croata: Oto Miškolci: 23 de enero de 1909-1978) fue un empresario croata y partisano de la Segunda Guerra Mundial.
Miskolczy nació en Vinkovci el 23 de enero de 1909 en la notable familia judía croata Miskolczy. Su hermano era Eugen Miskolczy. En Vinkovci terminó la escuela primaria y el gymnasium públicos en 1927. En 1931 se graduó en la Facultad de Economía y Negocios de la Universidad de Zagreb. Después de graduarse, su padre lo envió a realizar una especialización de un año en Trieste, con la esperanza de que a su regreso dirigiría la empresa comercial familiar. Al principio Miskolczy trabajó con su padre en la empresa familiar, pero en 1937 fundó su propia empresa "Oto Miškolci" za trgovinu i proizvodnju zemaljskih proizvoda (para el comercio y la fabricación de productos de la tierra). Su madre heredó la empresa familiar de su padre. Durante la Segunda Guerra Mundial, para evitar el arresto y la deportación, todos los miembros de la familia Miskolczy escaparon al litoral croata, que entonces estaba bajo la Italia fascista. Miskolczy se instaló en Crikvenica. Pero pronto los fascistas cedieron ante la presión nazi y todos los judíos fueron internados en campos en la costa y las islas. Miskolczy fue encarcelado en el campo de concentración de Kraljevica. En 1943, los fascistas italianos cerraron el campo de Kraljevica y trasladaron a todos los prisioneros al campo de concentración de Rab. Después de la capitulación de Italia y la liberación del campo, Miskolczy se unió a los partisanos. Allí trabajó como taquígrafo. Después de la guerra trabajó para el gobierno de la República Socialista de Croacia en Split y más tarde en el Ministerio de Abastecimiento en Zagreb. Pronto se jubiló debido al deterioro de su salud y regresó a Vinkovci, donde se casó y ayudó a su esposa Ela en la recién formada empresa. Como judío croata, Miskolczy estaba profundamente decepcionado con el gobierno yugoslavo e hizo aliá a Israel con su esposa y madre Berta. Murió en Israel en 1978.